# Calidris fuscicollis
Calidris fuscicollis là một loài chim trong họ Scolopacidae.
Chim trưởng thành có chân màu đen và mỏ nhỏ mỏng tối màu. Cơ thể là màu nâu sẫm trên đầu và chủ yếu là màu trắng bên dưới, với những vệt màu nâu trên ngực còn đít thì màu trắng. Chúng có một sọc màu trắng trên đôi mắt. Vào mùa đông bộ lông loài này có màu xám nhạt ở trên. Loài chim này có thể khó phân biệt với các loài chim bờ biển nhỏ tương tự khác.

## Hình ảnh

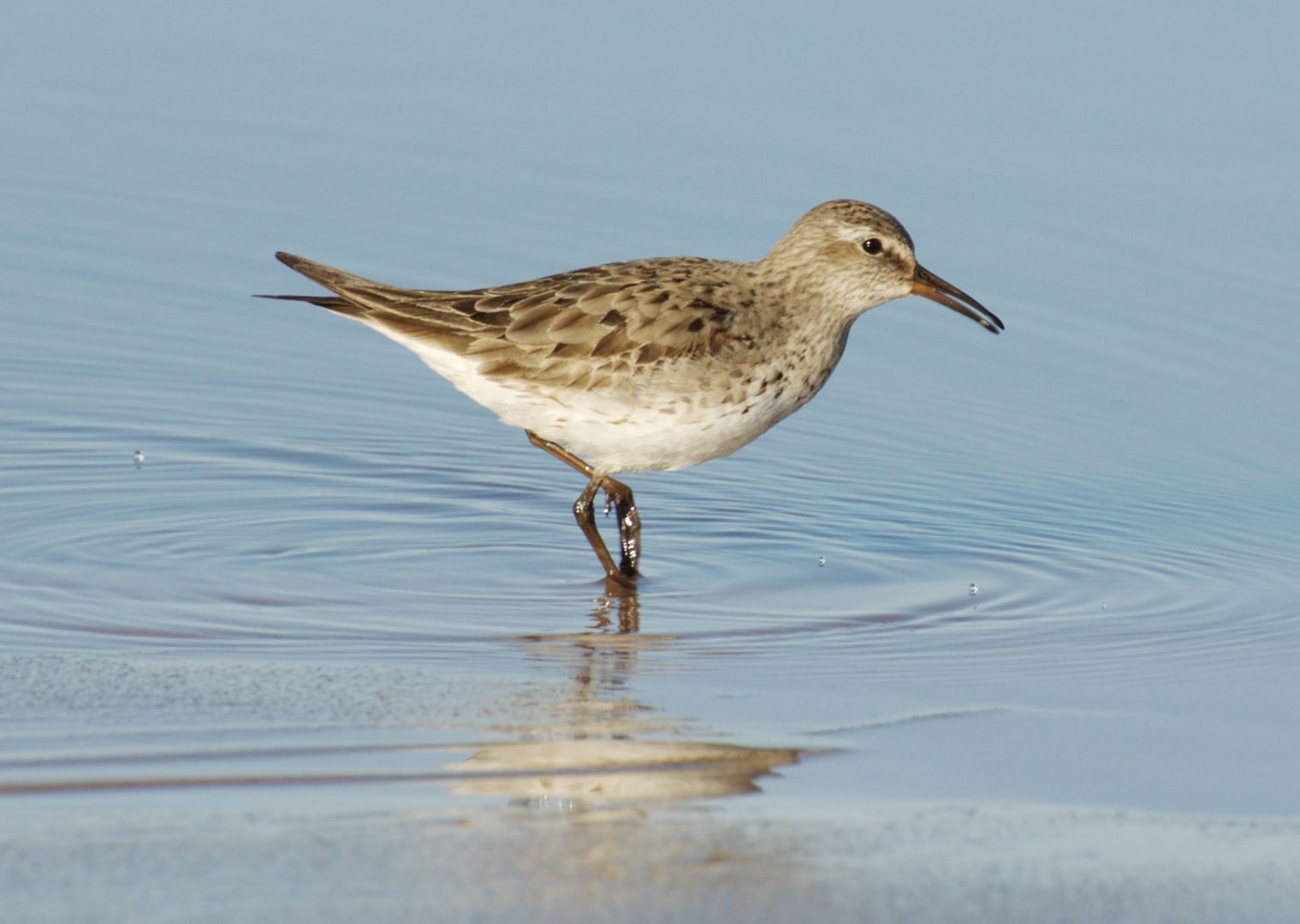
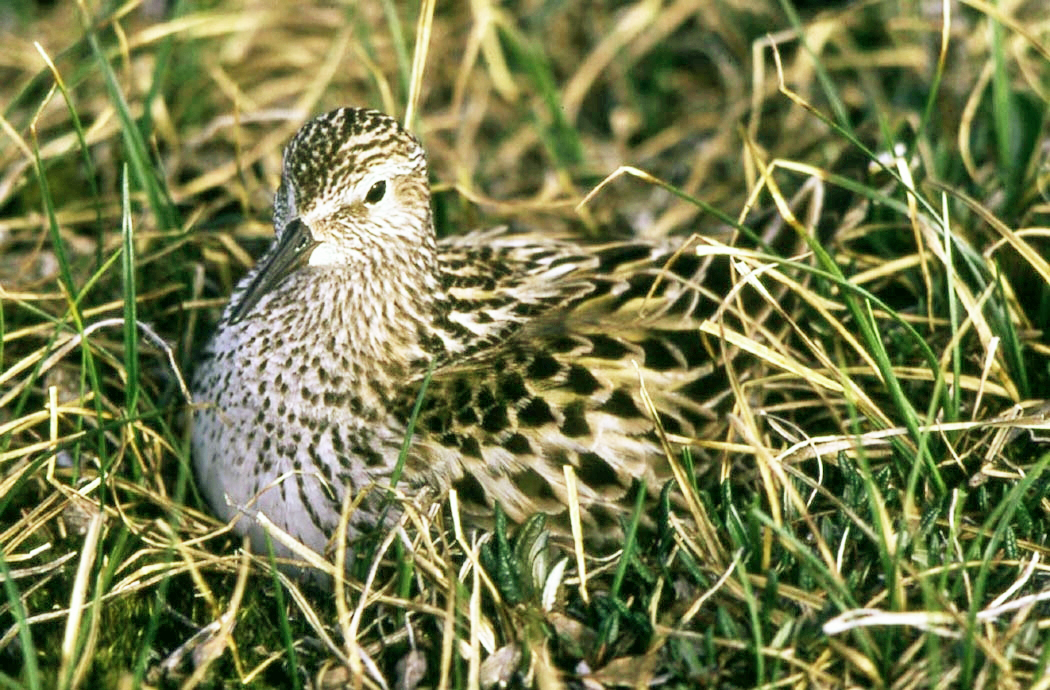
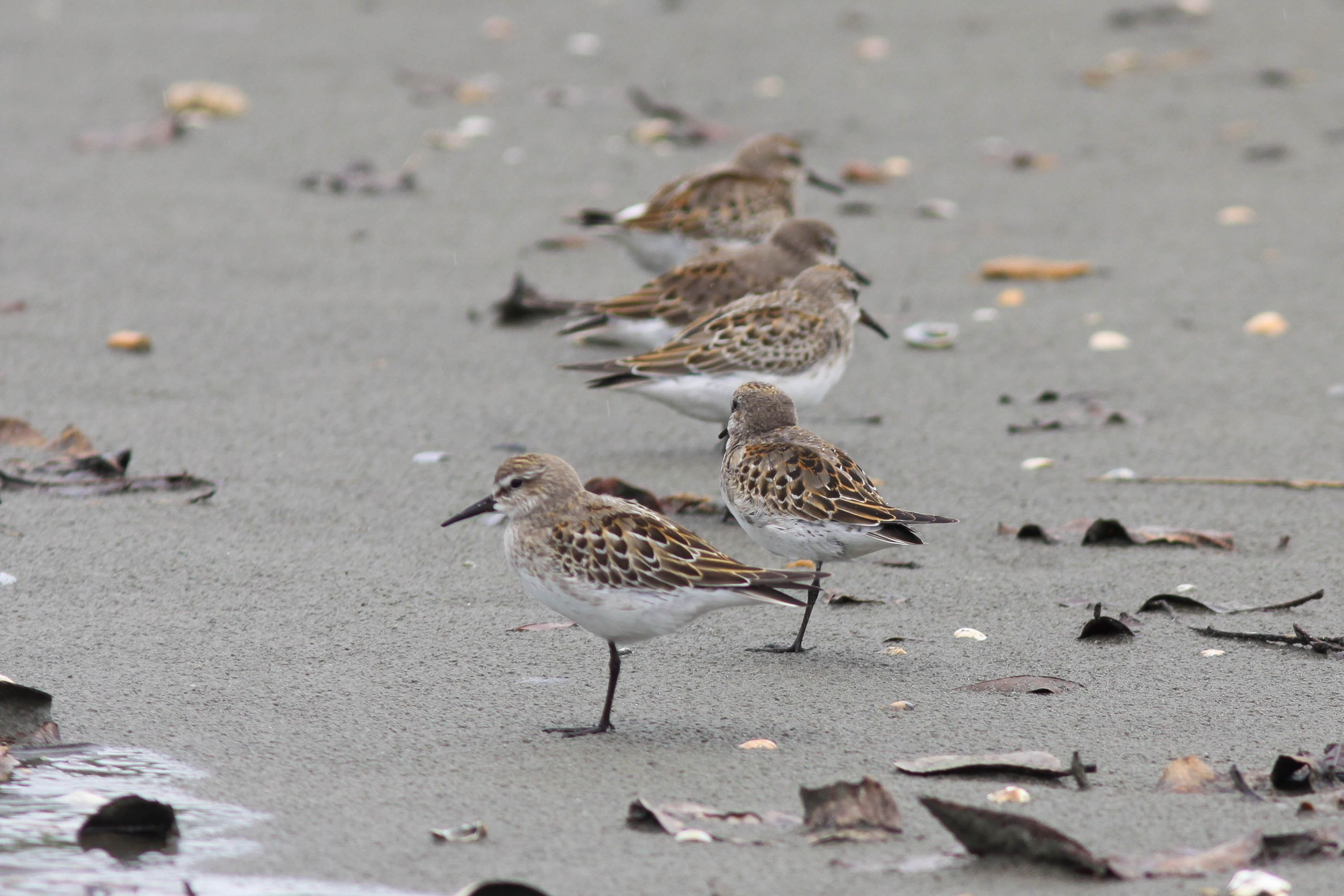
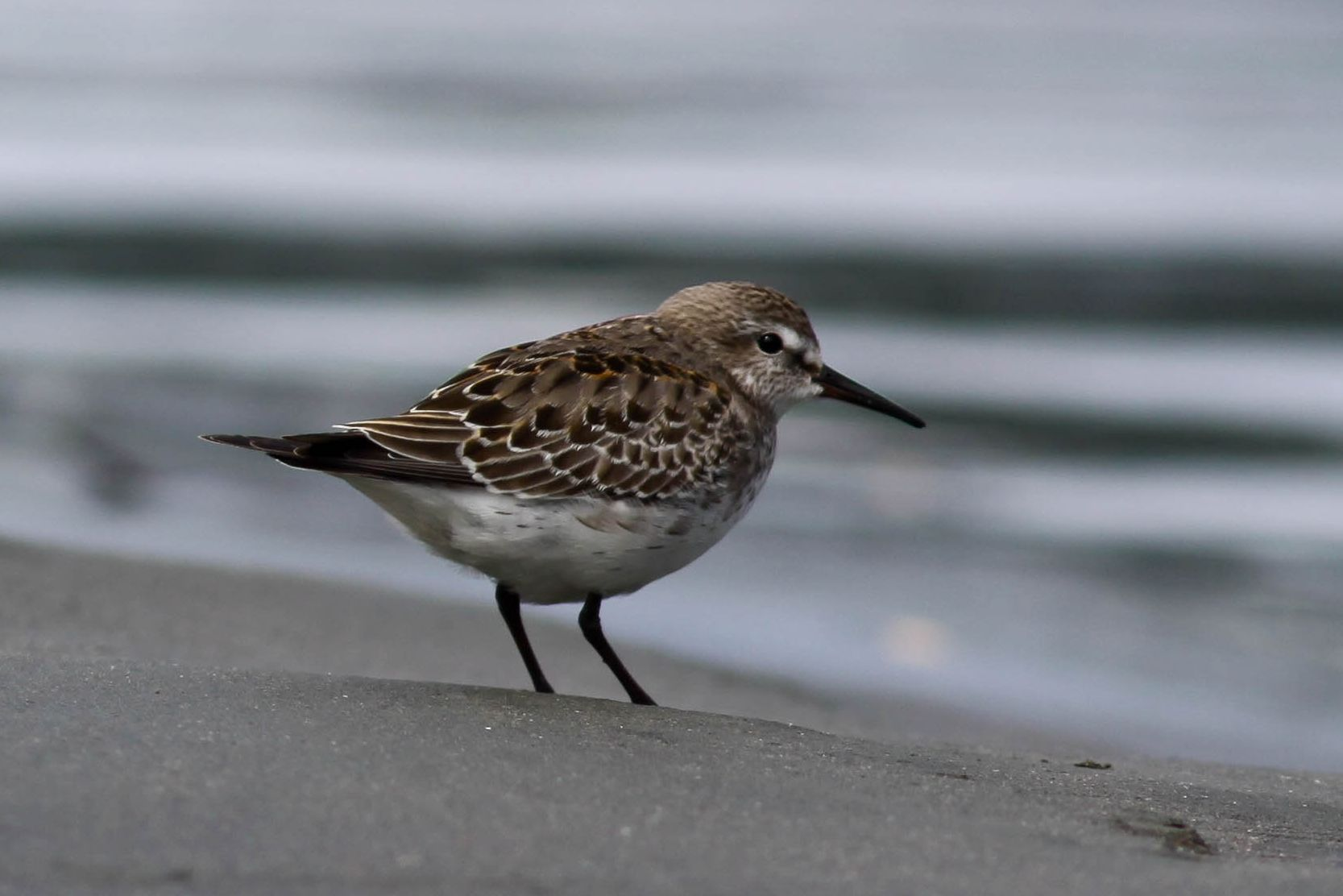